# Lamartine Babo
Lamartine Babo, (Rio de Janeiro, 1904. január 10. – Rio de Janeiro, 1963. június 16.) brazil zeneszerző, dalszerző. Brazília egyik legjelentősebb dalszerzője volt. Egyik legkedveltebb művének, az America Football Club himnuszának dallamát egyes zenetudósok, például João Vidal, az UFRJ School of Music professzora plágiumnak tartja. Lamartine Babót valószínűleg az 1912-es amerikai „Row, Row, Row” című dal ihlette. Babora különösen sokan emlékeznek arról, hogy himnuszokat komponált Rio de Janeiro összes profi labdarúgó klubjának (América, Bangu, Bonsucesso, Botafogo, Canto do Rio, Flamengo, Fluminense, Madureira, Olaria, São Cristóvão és Vasco da Gama).
Négy filmben is szerepelt.

## Pályafutása
Babo-t édesanyja tanította meg zongorázni. Amikor tizenkétéves volt, meghalt az apja, és ekkor arra kényszerítették, hogy irodai kifutófiúként dolgozzon. Huszonhárom évesen egy versnek köszönhetően megnyert egy irodalmi pályázatot.
Babo keringőt és foxtrottot is komponált. 1924-től számos zenei magazinnak írt kompozíciója révén vált szakmailag elismertté a zenei életben. Karneváli zenét is komponált, valamint és többszáz szambát.
Lamartine Babo 1963. június 16-án halt meg szülővárosában, szívrohamban, a „Teu cabelo não nega” című műsorának próbái közben.